# Kim Jong-il
En aquest nom coreà, el cognom és Kim.
Kim Jong-il, també transcrit Kim Jong Il (16 de febrer del 1941 - 17 de desembre del 2011), va ser el líder de facto de la República Popular Democràtica de Corea, comunament coneguda com a Corea del Nord, des del 1994 fins al 2011, quan va morir. Per a principis de 1980, Kim s'havia convertit en l'hereu de la direcció del país i va assumir importants càrrecs en els òrgans del partit i de l'exèrcit, ja que el líder oficial del país va continuar sent el seu pare mort, Kim Il-sung, fundador de l'estat.
Va ser conegut al seu país com el Líder Estimat o el Gran Dirigent i oficialment en la Constitució com el Líder Suprem. Com a autor teòric, va signar un bon nombre d'obres en les quals va desenvolupar la teoria juche, una doctrina col·lectivista i nacionalista en la qual es va basar la política del seu Estat. La seva data d'aniversari és una festa nacional.

## Biografia

### Vida primerenca
Segons fonts occidentals i sud-coreanes, el nom de naixement de Kim Jong-il és Yuri Irsenovich Kim i hauria nascut en un poble de Viatskoe (o Viatsk), un campament militar siberià prop de Khabàrovsk (a la Unió Soviètica). Allà, el seu pare, Kim Il-Sung era un important líder dels exiliats coreans comunistes i comandant de batalló en la 88a Brigada de l'Exèrcit Roig, composta per guerrillers xinesos i coreans. Va néixer el 16 de febrer de 1941, i posteriorment el seu any de naixement va ser ajustat per estar en harmonia en termes de dècades amb el del seu pare, Kim Il-sung.
La biografia oficial de Kim Jong-il manté que va néixer en un campament militar de la resistència contra l'ocupació japonesa a la muntanya Paektu a Corea, el 16 de febrer de 1942. Segons aquesta versió, l'esdeveniment va ser presagiat per una oreneta i assenyalat amb l'aparició d'una nova estrella al cel i un doble arc de Sant Martí sobre la muntanya.
La mare de Kim Jong-il va ser la primera dona de Kim Il-sung, Kim Jong-suk. Kim era un nen quan va acabar la Segona Guerra Mundial. El seu pare va tornar a Pyongyang al setembre de 1945, i a finals de novembre va tornar a Corea en un vaixell soviètic que va atracar en Unggi. La família va ser acollida en la mansió d'un antic oficial japonès a Pyongyang. El germà més jove de Kim, Shura Kim, va morir ofegat allí el 1947. La seva mare mor el 1949 a l'edat de 32 anys, quan donava a llum el seu tercer fill.
Va rebre l'educació primària i secundària des de setembre de 1950 fins a agost de 1960 a l'Escola Namsan de Pyongyang. Anys després es va llicenciar en economia política a la Universitat Kim Il Sung, on va estudiar des de setembre de 1960 fins a març de 1964. En l'època de la seva graduació, el seu pare, proclamat a les declaracions oficials del govern com el Gran Líder ja havia consolidat fermament el control del règim.

### En el Partit
Kim Jong-il va ingressar a les files del Partit dels Treballadors (PTC) el 22 de juliol de 1961, enmig d'un multitudinari acte. Va començar a escalar-hi posicions després de la seva graduació: va exercir primer com a instructor, després com a cap de secció, sotscap i cap del departament del Comitè Central (CC) del PTC, en un període que va de juny de 1964 a setembre de 1973.
Elegit membre del CC del Partit a l'octubre de 1972 i secretari del CC el setembre de 1973. Va ser designat com a membre del Comitè Polític del CC i successor de Kim Il Sung al febrer de 1974. Finalment, l'octubre de 1980 va ser elegit membre del Presidium del Buró Polític del CC, secretari del CC i membre de la Comissió Militar Central del Partit.
Durant els següents tres lustres exercí altres càrrecs, entre ells el de Ministre de Cultura i Cap d'Operacions amb Corea del Sud. Mentrestant havia tornat a casar-se i tenia un altre fill, Kim Pyong-il, provocant una rivalitat intensa entre Kim Jong-il i el seu germanastre més jove. Kim Pyong-il posteriorment va ser traslladat a ambaixades distants per mantenir als dos germans aïllats. Kim Pyong-il va ser enviat més tard a Hongria com a ambaixador. Això va ser probablement perquè Kim pare no volia una lluita pel poder entre els seus dos fills.
Entre febrer de 1982 i setembre de 2003 va ser elegit diputat a la Suprema Assemblea del Poble per a les seves VII-XI legislatures. En aquest temps Kim va començar a ser conegut com a Estimat Líder i el govern va començar a construir un culte de personalitat al voltant d'ell igual que amb el seu pare, el Gran Líder. Kim Jong-il amb regularitat va ser aclamat pels mitjans de comunicació com el líder incomparable i el gran successor de la causa revolucionària. Va sorgir com la figura més poderosa després del seu pare a l'Estat.
Va ser elegit com a primer vicepresident del Comitè de Defensa Nacional en la Primera Sessió de la IX Legislatura de l'Assemblea Popular Suprema el maig de 1990. El desembre de 1991 va ser nomenat Comandant Suprem de l'Exèrcit Popular de Corea. Atès que l'exèrcit és el veritable centre de poder a Corea del Nord, aquest era un pas fonamental. Sembla que el veterà ministre de defensa Ah Jin-wu, un dels subordinats més lleials de Kim Il-sung, va procurar l'acceptació de Kim Jong-il en l'entramat de l'exèrcit com el següent líder de la República Democràtica Popular de Corea, malgrat la seva manca de servei militar. L'altre possible candidat, el primer ministre Kim Il (sense relació de parentiu), va ser destituït el 1976. El 1992, Kim Il-sung va declarar públicament que el seu fill era responsable de tots els afers interns al país.
Abans dels anys 80, Corea del Nord estava en una profunda crisi econòmica a causa de l'elevada despesa militar i el bloqueig econòmic. Corea del Sud va acusar Kim d'ordenar el 1983 el bombardeig de Rangun, Birmània, que va matar 17 funcionaris sud-coreans que estaven de visita, incloent a quatre membres del govern, i un altre el 1987 que va matar 115 persones que anaven a bord del vol 858 de Korean Air. Un agenta nord-coreana va confessar la col·locació d'una bomba en el segon cas.

### En el poder
Kim Il-sung va morir el 1994 a 82 anys, i Kim Jong-il va ser elegit per l'Assemblea Popular Suprema com a cap d'Estat. Encara que el càrrec de president es va deixar vacant, semblava haver estat suprimit en record a la memòria de Kim Il-sung. Kim va ser triat com a Secretari General del Partit i president de la Comissió de Defensa Nacional, per tant és el veritable líder de Corea del Nord.
Amb un ambient hostil internacional, i els desequilibris estructurals produïts al llarg de dècades a causa d'assignar massa recursos al sector de defensa, i pel bloqueig econòmic, Corea del Nord no va renunciar a l'elevada despesa militar, per considerar-la com l'única manera de garantir la independència del país i l'absència d'atacs estrangers.

Retrat Pòstum de Kim Jong-il

Pel que fa a la política interna, Kim va donar mostres ocasionals d'afavorir reformes econòmiques similars a aquelles realitzades a la Xina per Deng Xiaoping, i en visites a la Xina va expressar la seva admiració pel progrés econòmic de la Xina, però seguí defensant la planificació econòmica de manera ferma, introduint reformes en una línia similar a la de l'economia xinesa, com la col·laboració amb Corea del Sud en la zona industrial Kaesong i permetent l'entrada de capital estranger, la qual cosa es va materialitzar el març de 2006 en un gran viatge de negocis per a inversors.
En el lapse de temps entre la visita de Kim Dae-jung al seu veí del nord, la República Democràtica Popular de Corea va introduir un gran nombre de canvis econòmics, incloent augments de salari.
El 22 d'abril de 2004 es va produir una gran explosió a l'estació de tren de Ryongchŏn, diverses hores després que el tren en què Kim tornava de la seva visita a la Xina passés per aquesta estació. L'atemptat va matar més de 3.000 persones. Al principi es va dir que l'explosió va ser causada per una fallada elèctrica, però, els reportatges sud-coreans suggereixen que l'incident va poder haver estat una temptativa d'assassinat. Atès l'aïllament del règim nord-coreà, és difícil de confirmar o refutar aquesta possibilitat.
El novembre de 2004, l'agència de notícies ITAR-TASS va publicar uns informes d'alguns diplomàtics anònims estrangers a Pyongyang que havien observat la retirada dels retrats de Kim Jong-il a tot el país. El govern nord-coreà va negar enèrgicament aquests informes. Radiopress, l'agència de ràdio japonesa, relatava més tard aquest mateix mes que alguns mitjans de comunicació nord-coreans havien deixat de referir-se a Kim honoríficament com “Estimat Líder” i que en canvi l'agència de difusió coreana central i altres mitjans de comunicació el descrivien simplement com el secretari general del Partit dels Treballadors de Corea, president de la República Democràtica Popular de Corea, la Comissió de Defensa Nacional i el comandant suprem de la Milícia Nacional Coreana. No se sap si la possible reducció del culte de personalitat de Kim indica una lluita dins del comandament nord-coreà o si només es tracta d'una temptativa deliberada de Kim per moderar la seva imatge al món exterior o si alguna cosa d'això va succeir.

## Relacions internacionals
El govern de Kim Jong-il va fer alguns esforços per millorar les seves relacions amb Corea del Sud, i amb l'elecció de Kim Dae-jung com a president sud-coreà el 1997 es va iniciar una oportunitat per començar a negociar. El juny de 2000 hi va haver una reunió d'alt nivell, la primera entre els líders de dues Corees, i semblava que començava un desglaç en les relacions, sent possible que s'enviés ajuda sud-coreana al Nord, i inversió del Sud al Nord. Però tots dos líders eren posteriorment incapaços de reconèixer qualsevol millora substancial (a diferència del merament simbòlic) en les seves relacions.
La relació de Kim amb els Estats Units va ser difícil. El 2000, durant l'administració de Bill Clinton, la Secretària d'Estat Madeleine Albright va visitar Pyongyang, i va aconseguir la promesa de Kim que la República Democràtica Popular de Corea no continuaria amb el seu programa nuclear si els EUA accedien a subministrar a Corea del Nord altres mitjans energètics. Aquest tracte mai es va dur a terme: la República Democràtica Popular de Corea va seguir desenvolupant capacitats nuclears, i els EUA mai van pagar un substitut de l'energia nuclear. L'administració de George W. Bush va adoptar una postura més dura cap al país, acusant-lo de xantatge nuclear. Bush va declarar la República Democràtica Popular de Corea part de l'Eix del mal, juntament amb Iran i Iraq. El govern xinès va intentar intervenir entre ambdós estats.

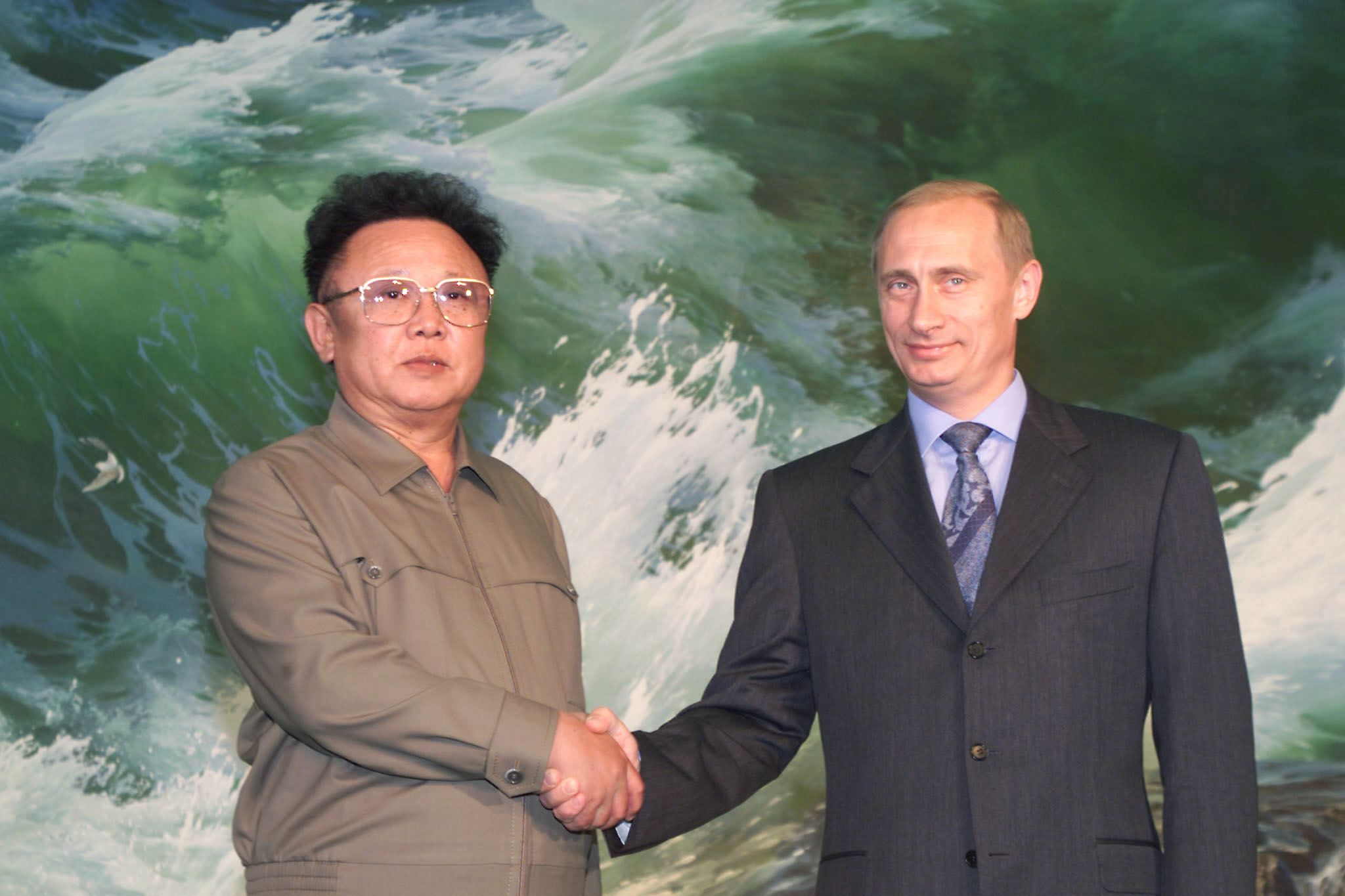
Kim Jong-il amb el president rus Vladimir Putin el 2002.

L'abril de 2004 Kim va fer una visita no oficial a Pequín (encara que les notícies de la visita es filtressin) i es va entrevistar amb els líders xinesos que van tractar de persuadir que una invasió nord-americana de Corea del Nord era improbable i que hauria de deixar el programa d'armes nuclears.
Tot i que hi va haver esperances amb la represa de les converses a sis bandes sobre el desarmament nord-coreà, el febrer de 2005 Kim va agafar per sorpresa la comunitat internacional amb l'anunci que Corea del Nord posseïa ja un arsenal nuclear, l'any 2007 va anunciar la realització de la seva primera prova atòmica, fet que va ser condemnat per diversos governs del món incloent el seu benefactor i veí del nord, Xina. El maig d'aquest mateix any 2007, es van filtrar informacions dels serveis d'intel·ligència de Corea del Sud, sobre una suposada malaltia greu al cor del líder nord-coreà.
A la Cimera intercoreana d'octubre de 2007 va signar, al costat del president de Corea del Sud, la Declaració de Pau i Prosperitat per la qual ambdós països es comprometien a posar fi a l'armistici de la guerra de Corea mitjançant la signatura d'un tractat de pau, així com a desistir del programa d'armament nuclear nord-coreà.

## Personal
Les històries que Kim va tenir quatre dones no semblen veritables: estava legalment casat amb Kim Young-suk, una dona que segons s'informa, hauria estat escollida per a ell per Kim Il-Sung, encara que hagin estat allunyats durant alguns anys. Kim va tenir una filla d'ella, Kim Sul-Song (nascuda el 1974). No obstant això va tenir relacions amb altres dones. El seu fill gran, Kim Jong-nam, va néixer d'una d'aquestes relacions, amb Sung Hae-Rim el 1971. La seva darrera companya (descrita de vegades com una amant, de vegades com una esposa) era Ko Young-hee, amb qui va tenir un altre fill, Kim Jong-chul, nascut el 1981 o 1982, i es diu que fou el seu segon fill. L'agost de 2004, els mitjans de comunicació occidentals van encoratjar rumors que Ko recentment havia mort a l'edat de 51 anys de càncer, i a conseqüència d'això, Kim hauria entrat en l'aïllament i possiblement hauria caigut en una profunda depressió des de la mort de Ko, però això fou negat pel govern.
Entre les distincions rebudes per Kim Jong-il hi ha el títol de mariscal de la República Popular Democràtica de Corea a l'abril de 1992, el títol d'Heroi de la RPDC tres vegades (1975, 1982 i 1992), la "Orde Kim Il Sung" tres vegades (1978, 1982 i 1992), el "Premi Kim Il Sung" al febrer de 1973 i altres nombroses ordes i medalles, títols honoraris, títols de professor i doctorats honoraris de diversos països.

### Mort
Kim Jong-il, líder de Corea del Nord, va morir a 69 anys a Pyongyang el 17 de desembre de 2011 a causa de fatiga mental i física. Va ser notificat a la televisió estatal nord-coreana dos dies després del decés.
A l'any 1978, Kim Jong-il va decidir raptar el director surcoreà Shin Sang-ok i la seva ex-dona, la reconeguda actriu Choi Eun-hee, i obligar-los a fer pel·lícules. Després de 8 anys capturats a Corea del Nord, van aconseguir produir 2 pel·lícules fins que van aconseguir fugir.

## Crítiques
Kim Jong-il ha estat centre de crítiques per part de governs i ONGs de diferents llocs del món, arribant a ser titllat de dictador estalinista. En concret, s'acusa al seu règim de violacions de drets humans i de fabricar armament nuclear contravenint tant la legislació internacional ("Tractat de no-proliferació") com el seu propi compromís de fer de la península de Corea una zona lliure d'armes nuclears. Els mitjans occidentals insisteixen en l'existència de camps de concentració, com el de Hoeryong ("camp 22"), que vindria a ser el camp de concentració més gran de Corea del Nord. Hi estan presos fins a 50.000 homes, dones i nens acusats de crims polítics. Segons el diari britànic The Guardian allà es cometrien greus violacions dels drets humans com l'assassinat de nens nascuts de presoneres.
Els mitjans també s'han fet ressò dels cars gustos de Kim. En el marc de l'embargament comercial d'articles de luxe amb Corea del Nord posada en marxa per les Nacions Unides en resposta a les proves nuclears d'aquest país l'octubre de 2006, Reuters va publicar que:
| « | Ningú gaudeix de béns de luxe més que el líder Kim Jong-il, que presumeix de tenir la millor bodega del país amb espai per a 10.000 ampolles. Kim sent predilecció per exquisideses com el caviar, que li porten de l'Iran, la llagosta, i el millor sushi, que fa portar amb avió des del Japó per a ell. | » |

La CNN diu que les seves despeses anuals de conyac de la marca  Hennessy  ascendeixen a un total de 700.000 $, mentre que el nord-coreà mitjà guanya l'equivalent a uns 900 $ l'any. Hi ha una varietat de begònia batejada en el seu honor com "kimjongilia".
Amb el pas dels anys en el poder va anar en augment, des de mitjans oficials, un culte a la seva persona en forma de monuments, desfilades i retrats, com ja va passar amb el seu pare. Els seus aniversaris, anomenats "Dies del Sol", foren motiu de celebracions fastuoses (segons la BBC el 2002 es van reunir més de 10.000 joves per participar en un espectacle en el seu honor) en què els ciutadans reberen doble ració de menjar per part de les autoritats)
Segons antics periodistes exiliats, els estudiants de les escoles de periodisme aprenien a emplaçar els articles concernents a Kim Jong-il davant de qualsevol altra informació i seguien regularment cursos sobre les grans obres de Kim Jong-il i Kim Il-Sung.